# Loďstvo Čeng Chea

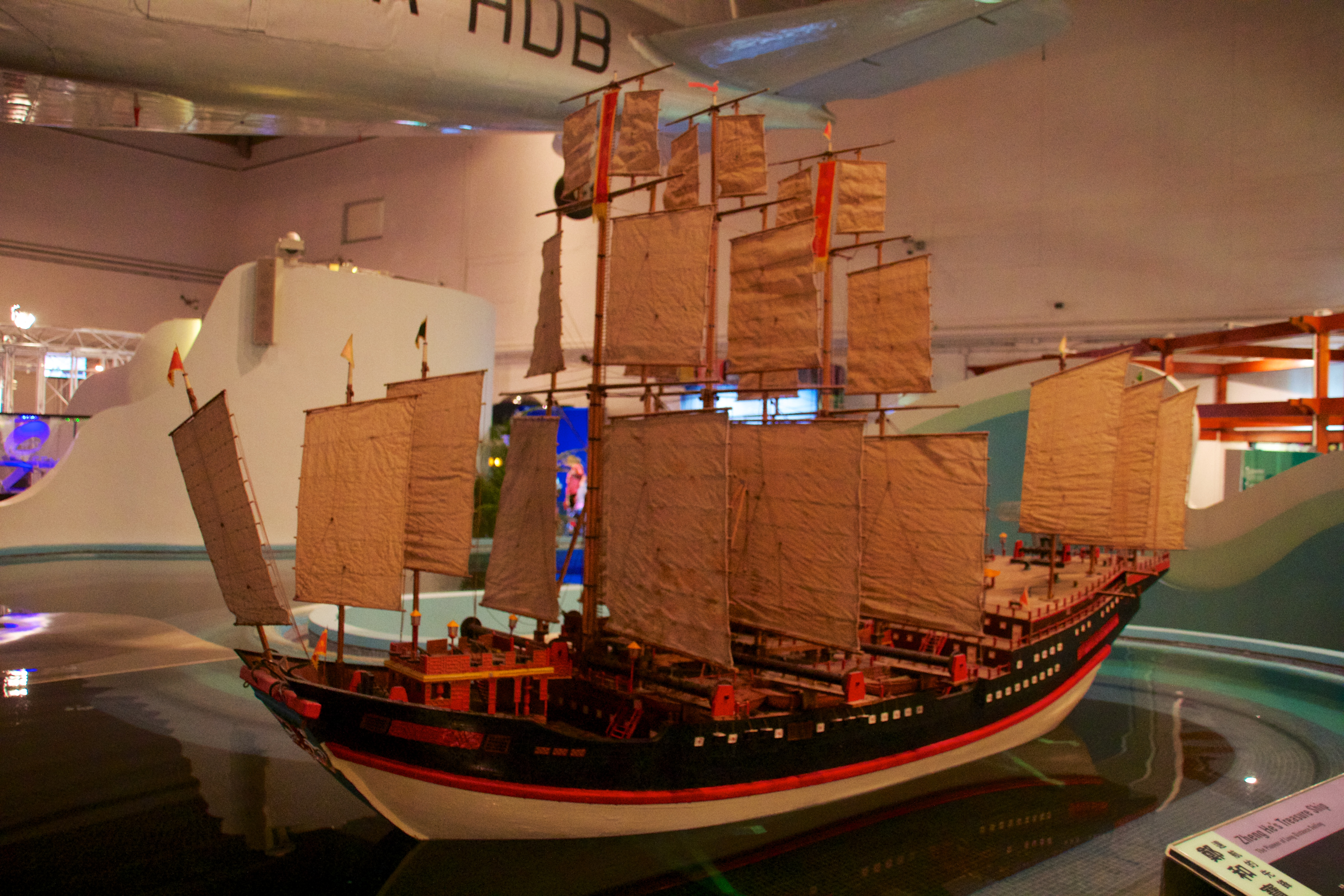
Model Čeng Cheovy „lodi pokladů“, Hong Kong Science Museum

Loďstvo Čeng Chea byl svaz snad až 250 lodí sestavený počátkem 15. století v čínské říši Ming. Za vlády císařů Jung-leho a Süan-teho, pod vedením Čeng Chea, uskutečnilo sedm plaveb z říše Ming (jak se tehdy nazývala Čína) do jihovýchodní Asie, na Cejlon a do jižní Indie. Při některých výpravách doplulo až do Hormuzu v Persii, samostatné eskadry dorazily do přístavů Arábie a východní Afriky.
Lze-li věřit čínským pramenům 16. a 17. století, největší plavidla loďstva, takzvané „lodě pokladů“, velikostí vysoce převyšovaly dřevěné plachetní lodě postavené v Evropě v době rozkvětu stavby dřevěných plachetnic v 18. a na počátku 19. století, a byla srovnatelná s největšími kdy existujícími plachetními loděmi. Soudobé prameny ani hmotné důkazy však obří velikost nepotvrzují, proto diskuse o velikosti lodí pokladů trvá.

## Kontext
Rozsáhlá výstavba loďstva během panování císaře Jung-le (vládl 1402–1424) byla částí jeho energické zahraniční politiky, zaměřené na pozvednutí autority říše Ming a její vládnoucí dynastie mezi všemi blízkými i vzdálenějšími sousedy. Jung-leho vyslanci navštívili mnohé blízké i vzdálené země, na východě Japonsko, Rjúkjú a Filipíny, země jihovýchodní Asie, sedm expedic Čeng Chea vypravených v letech 1405–1433 do Indického oceánu doplulo do Indie, Persie, na pobřeží Arabského poloostrova a východní Afriky.
Brzy po příchodu k moci císař rozhodl o zahájení výstavby silného loďstva jak pro potřeby pobřežní plavby (zejména přepravy obilí z povodí Jang-c’-ťiang na sever k Pekingu), boje s piráty u čínských břehů a plaveb do Koreje, tak i pro dálkové plavby. V květnu 1403 císař přikázal postavit 137 oceánských plavidel v provincii Fu-ťien. O tři měsíce později přišel požadavek ještě na 200 lodí, které se stavěly prakticky ve všech ostatních jiho- a východočínských provinciích – Nan č’-li (především v Su-čou), Ťiang-si, Chu-kuangu, Če-ťiangu a Kuang-tungu. V říjnu bylo oznámeno, že se 188 džunek s plochým dnem musí přestavět pro potřeby plavby na širém moři. V letech 1403–1407 bylo nově postaveno nebo pro plavbu na otevřeném moři upraveno celkem 1681 lodí.
Stavba největších lodí, takzvaných „lodí pokladů“ (pao-čchüan, 宝船) byla soustředěna v loděnici Lung-ťiang (doslova „Dračí řeka“) ležící pod hradbami Nankingu na řece Čchin-chuaj-che (秦淮河) blízko jejího soutoku s Jang-c’-ťiang.

## Velikost lodí pokladů
Největší zájem pramenů i historiků vzbuzují velké koráby loďstva Čeng Chea, v tehdejších pramenech označované za „lodě pokladů“. Podle pramenů jich v prvních dvou plavbách bylo 62 nebo 63. O těchto korábech je známo jen málo. Pozdější prameny zdůrazňují jejich výjimečně veliké rozměry.

### Předchůdci lodí pokladů

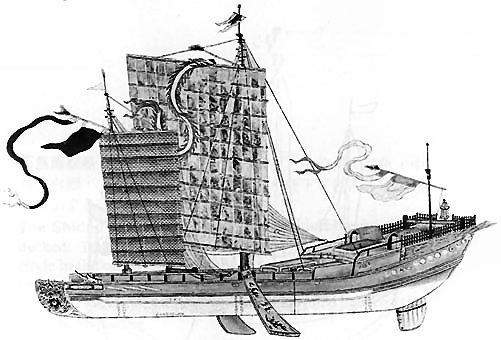
Džunka na kresbě z 18. století demonstruje tradiční konstrukci čínské lodi s plochým dnem. Při absenci kýlu velké kormidlo na zádi a boční spouštěcí kýly zajišťují stabilitu lodi.

Konstrukce velkých lodí v éře Jung-le nebyla v čínské historii bez precedentu. Existují údaje o lodích dlouhých 62 metrů (20 čangů) za vlády dynastie Tchang a téměř dvojnásobně dlouhých postavených v sungském období.
Pasažérské lodě typu kche-čou (客舟) sungského císaře Chuej-cunga (vládl 1100–1126) byly 10 čangů dlouhé a 2,5 čangů široké (tedy 31 a 7,7 metrů), „Božské lodě“ (šen-čou, 神舟), využívané v době jeho vlády pro poselstva do cizích zemí, byly třikrát větší.
Co se týče říčních lodí, mohly být dokonce větší, než lodě pokladů Čeng Chea. K oddychu a zábavám měla sungská elita na Západním jezeře v Chang-čou k dispozici výletní lodě dlouhé až 154 metrů (50 čangů). Podle jiných názorů největší lodě existující v Číně před mingskou dobou byly kolesové lodě využívané ve 13. století na Jang-c’-ťiang proti pirátům, které dosahovaly 134 metrů na délku a 12,5 metrů na šířku.
Vedle lodí s plochým dnem určených pro klidné, především říční vody existovala ve Fu-ťienu tradice stavby lodí typu fu-čchuan s oblým trupem, bližším tvaru evropských lodí. Tato plavidla byla vhodná pro plavbu na širém moři. Roku 1973 byl u fuťienského pobřeží, nedaleko Čchüan-čou, nalezen vrak džunky typu fu-čchuan potopené po roce 1272. Džunka byla 34 metrů dlouhá a 9,8 metrů široká s výtlakem 494 tun.

### Soudobé prameny

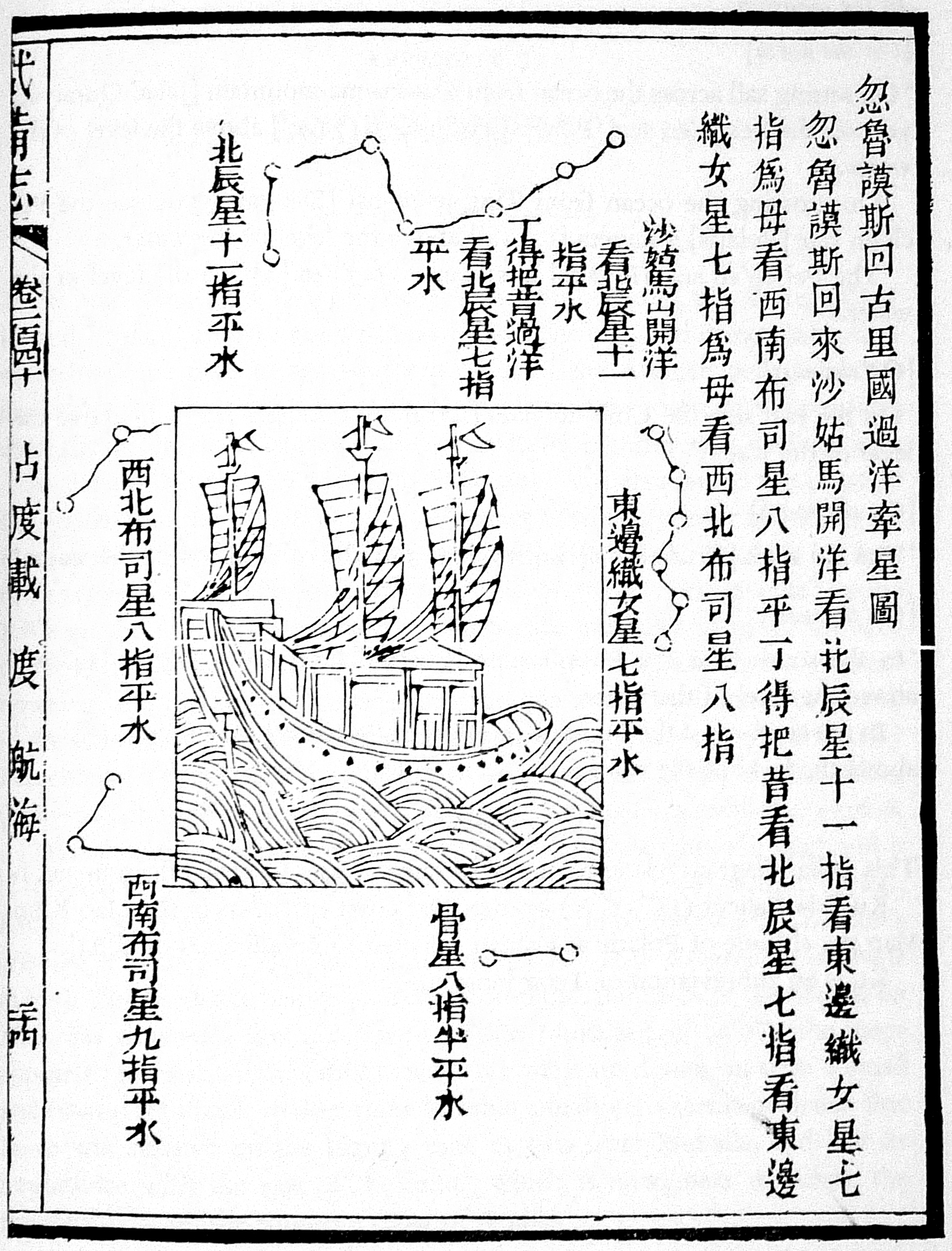
Fragment Mao Kchunovy mapy z čínské vojenské encyklopedie Wu-pej č’ (1621). Mapa je založena na zápiscích Čeng Cheových námořníků, jako jejich loď je zobrazen trojstěžník typu fu-čchuan.

Oficiální dokumenty o plavbách a loďstvu uchovávané ve státních archívech byly v éře Čcheng-chua (1465–1487) zničeny. O velikosti lodí účastnících se Čeng Cheových plaveb zůstaly jen zlomky informací.
Nápis na stéle z nankingského chrámu Ťing-chaj (po roce 1409) uvádí, že se Čeng Che plavil na oceánských lodích (chaj-čchuan, 海船) o velikosti, tj. objemu nákladu, 2000 liao (料) roku 1405 a 1500 liao roku 1409. Což pravděpodobně odpovídá 500 a 375 tunám nákladu a tedy 800 a 600 tunám výtlaku.
Účastníci plaveb – Ma Chuan a Fej Sin – ve svých zápiscích velikost lodí charakterizují pouze povšechnými termíny: některé popisují jako velké, jiné jako malé. Pouze při popisu třetí plavby (1409–1411) Fej Sin píše o 48 oceánských lodích (chaj-po, 海舶) vybavených dvanácti plachtami (což historikové spojují se záznamem v Ming š’-lu k 14. únoru 1408 o stavbě 48 lodí pokladů). Konkrétnější údaj poskytuje Kung Čen – píše o 200–300 námořnících nutných k ovládání lodí.
Ilustrace textu Tchaj-šang šuo Tchien-fej ťiou kchu-ling jing ťing (太上說天妃救苦靈應經) z roku 1420, vyprávějícího o záchraně námořníků nebeskou paní Tchien-fej, ukazují tehdejší lodě vypravující se na moře – třístěžňové džunky výše zmíněného typu fu-čchuan. Podobné trojstěžníky jsou nakresleny i na pozdější Mao Kchunově mapě. Nicméně nejvyšší počet stěžňů zmiňovaný v raném mingském období byl pět, týkal se lodi vypravené na Rjúkjú v éře Süan-te.

### Tradiční pohled na rozměry lodí pokladů
Podle životopisu Čeng Chea v oficiálních Dějinách Mingů (sestavených o téměř 300 let později) byly lodě pokladů 44 čangů, to jest 440 čch’ (stop), dlouhé a 18 čangů široké. Historikové sestavující Dějiny Mingů nebyli první, kdo přišel s mimořádnými rozměry Čeng Cheových lodí. Poprvé se obří lodě pokladů objevují v románu Luo Mao-tenga Plavby eunucha San-pao do Západního oceánu (San-pao tchaj-ťien sia-si-jang, 三保太監下西洋) z roku 1597. Luo Mao-teng uvedl symbolickou délku – 44 čangů a 4 čch’, to jest 444 čch’. Údaje opakuje několik knih, nejstarší z nich byly publikovány koncem druhého desetiletí 17. století. Aby bylo jasné, že tato ohromná čísla nevznikla chybou opisovače (nebo řezbáře tiskové desky), některé prameny číslo 44 píší velkými ciframi, tedy 肆拾肆 místo běžného 四十四.

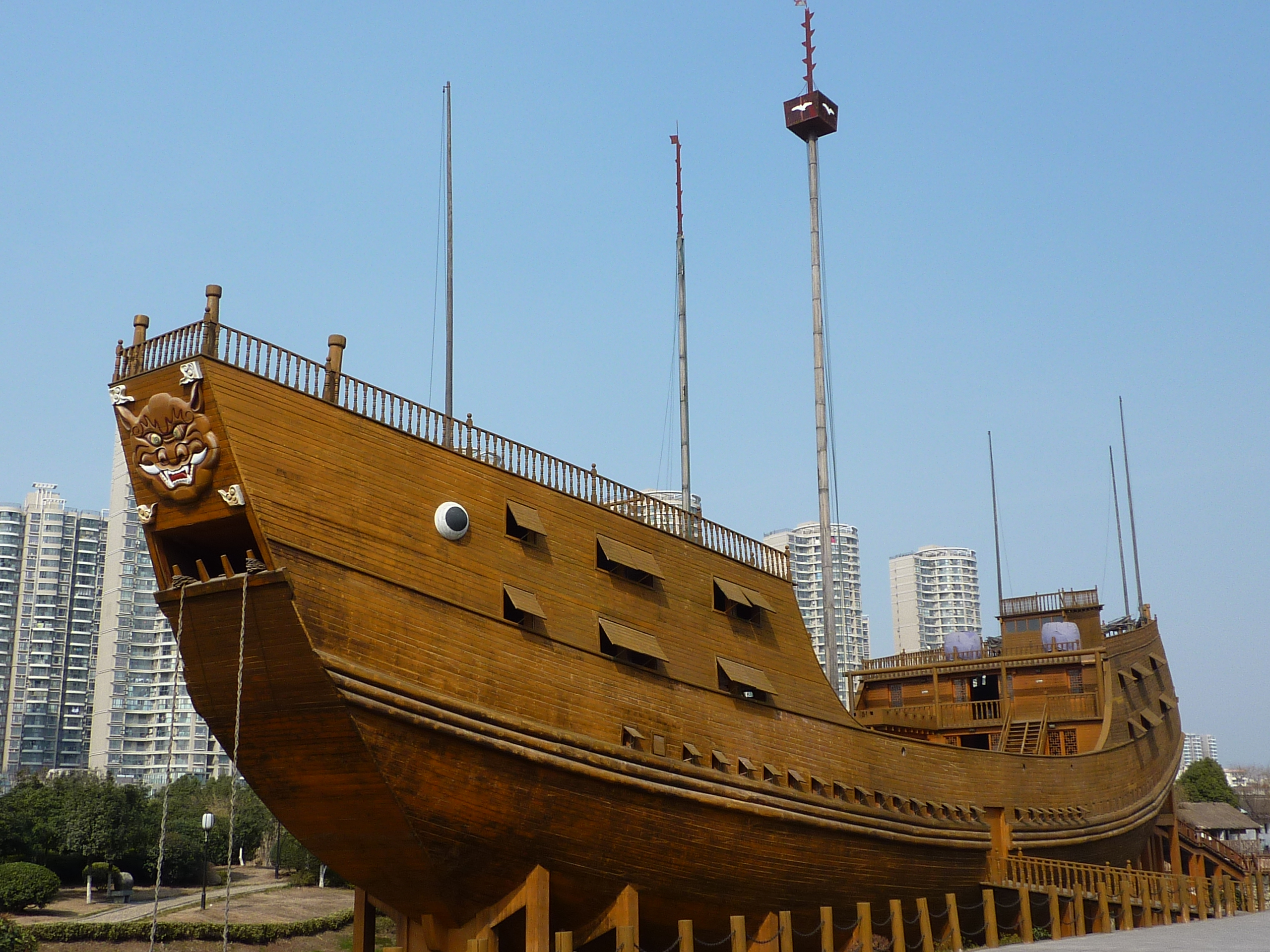
Maketa lodě pokladů (63,25 metrů délky) postavená roku 2005 na místě loděnice Lung-ťiang v Nankingu. Maketa je železobetonová, s dřevěnou obšívkou.

Není zcela jasné, jak převést tradiční čínské míry do metrické soustavy. V 15. století se totiž v Číně používalo kromě úřady používaných standardních čch’ (stop) o délce 31,1 cm (přičemž 10 čch’ se rovnalo 1 čangu) také různé regionální varianty. V oblasti Nan Č'-li (kde leží Nanking) se pro stavbu džunek určených pro obchod s Koreou obvykle využíval chuajcheský čch' (kolem 33,8 cm), kdežto ve Fu-ťienu, přes který šla většina obchodu s jihovýchodní Asií („zeměmi jižního moře“), se používal čch’ délky 26,7 až 28 cm. Podle Deyera se dnešní historikové přiklánějí k přepočtu rozměrů lodí pokladů podle krátkých fuťienských čch'. Ale i při použití čch’ dlouhého 26,7 cm by rozměry největších lodí pokladů byly 117 metrů na délku a 48 metrů na šířku – tedy dvakrát delší než největší evropské plachetní koráby konce 18. – začátku 19. století, řadové lodě 1. třídy. Lodě takových rozměrů by v důsledku své šířky nebyly schopny proplout Panamským průplavem. Při přepočtu s použitím standardních čch’ by rozměry byly 137 a 56 metrů.
Prameny neuvádějí informace o ponoru lodí pokladů. Protože však se stavěly v nankingských loděnicích a pluly k moři po Jang-c’-ťiang, nemohl jejich ponor převyšovat 7–7,5 metrů. Známo je také, že loďstvo Čeng Chea navštěvovalo Palembang na Sumatře, do kterého se musel dostat plavbou po řece Musi. Nevíme, zda i ty největší Čeng Cheovy lodě do Palembangu pluly, nebo zda čekaly v pobřežních vodách; nicméně ponor lodí, plujících po řece do města, nemohl převyšovat 6 metrů.
Dokonce i při použití minimálního čch’ při přepočtech údajů z Dějin Mingů (a uvažovaném ponoru 6 m) Dreyer vypočítal výtlak největších lodí pokladů na 19 tisíc tun. Při použití většího čch’ a vyšším ponoru by výtlak byl ještě vyšší.
Veliké lodě pokladů měly mít devět stěžňů, nesoucích dohromady 12 plachet. Stěžně nejspíše nestály v řadě v ose lodi, jako na evropských plavidlech, ale ve třech diagonálních řadách.
Ohromné rozměry lodí pokladů, o kterých píší pozdně mingské prameny, vyvolávají mezi historiky nemálo sporů a diskusí. Pro čtenáře obeznámeného s evropskými koráby jsou překvapivé i proporce čínských lodí, především jejich neobyčejná šířka vzhledem k délce a ponoru. Například předpokládané lodě pokladů jsou délkou srovnatelné s takovými plachetními obry počátku 20. století, jako byl německý Preußen, které ale měly ocelový trup a pomocné parní stroje pro ovládání plachet. Ponor lodí pokladů byl zřejmě jen o málo menší než ponor Preußenu (8,26 m), ale šířka mingských gigantů byla trojnásobkem 16,3 metrů německé lodě.
Ovšem takové proporce nejsou v čínském lodním stavitelství neobvyklé, Číňané odedávna stavěli široké džunky s relativně plochým dnem pro plavbu po Žlutém a Východočínském moři. Čínské džunky měly i odlišnou vnitřní strukturu. Kostru tradiční evropské lodě je možné přirovnat ke stromu – se silným podélným kýlem, hrajícím roli kmenu, ke kterému jsou, jako větve, připojeny stěžně a žebra. Strukturu tradiční čínské džunky, s plochým dnem a příčnými vodotěsnými přepážkami (které tvořily kostru lodi, a ke kterým se připojovaly stěžně) je spíše možno srovnat se stvolem bambusu.

### Hmotné důkazy

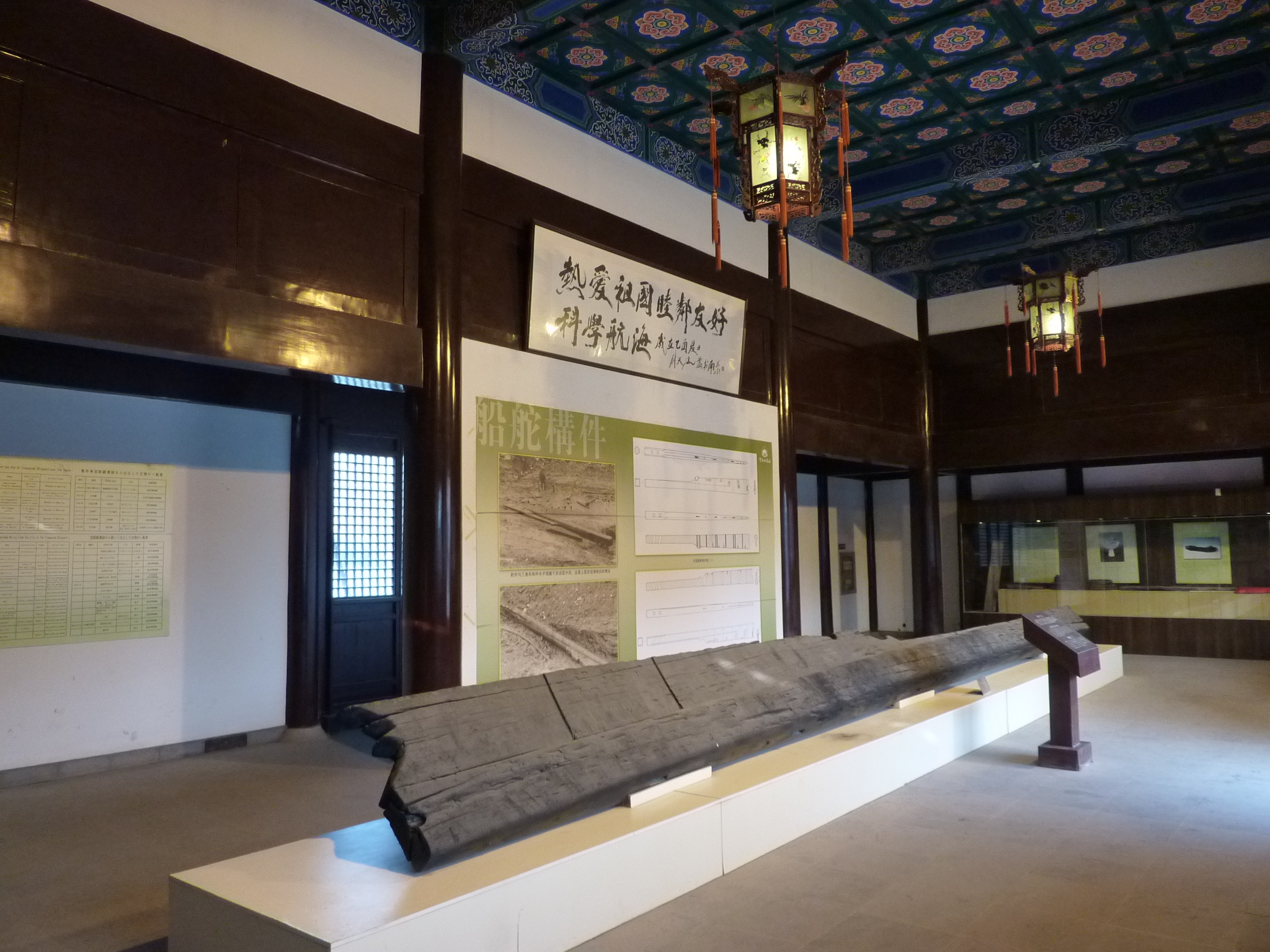
Zbytky kormidla v muzeu loděnice Lung-ťiang

Hmotné důkazy, že lodě pokladů byly skutečně tak veliké, jak tvrdí prameny, prakticky neexistují. Jsou známy rozměry suchých doků nankingské loděnice Lung-ťiang. Loděnice měly sedm doků dlouhých 450 metrů. Většina byla široká 27 až 37 metrů, ale dva z nich měly šířku 64 metrů, což by dovolilo pracovat s lodí širokou 50 metrů.
Kromě toho byla roku 1962 při vykopávkách v loděnicích Lung-ťiang objevena osa kormidla dlouhá 11 metrů. List kormidla, který se nezachoval, byl připevněn k šestimetrové části osy. Podle mínění čínských archeologů plocha kormidla dosahovala zhruba 42,5 m², a délku lodi, které patřilo, odhadli na 149–166 metrů. Specialista na vědu a techniku staré Číny Joseph Needham přijal Čouův výpočet, ale jiní historikové, Christopher Wake a Sin Jüan-ou, nepovažují Čouovu aritmetiku za korektní. Vytýkají mu, že pro odhad velikosti kormidla použil známé džunky typu ša-čchuan, tedy s plochým dnem, určené pro mělké řeky a jezera, přestože se od 90. let 20. století historikové vesměs přiklánějí k názoru, že Čeng Cheovy džunky byly oceánské lodě typu fu-čchuan, a že použitý poměr velikosti kormidla k velikosti lodi vychází z proporcí moderních motorových ocelových lodí. Délku lodi, které patřilo nalezené kormidlo, odhadují na necelých 46 metrů.

### Skeptický pohled na rozměry lodí pokladů
Řada historiků předpokládá, že tradiční rozměry lodí pokladů udávané Dějinami Mingů a přebírané historiky nepocházejí z důvěryhodných pramenů 15. století, ale rozšířily se z polofantastického románu Luo Mao-tenga.
Současný stoupenec skeptického tábora, Christopher Wake, předpokládá, že je mnohem správnější modelovat lodě Čeng Chea podle vraku z Čchüan-čou. Jeho rozměry byly 34 metrů délky a 9,8 metrů šířky. Loď neměla ploché dno, ale oblý trup. S předpokládaným ponorem 3 metry odhadl Wake objem podpalubí lodi na 325 m3.

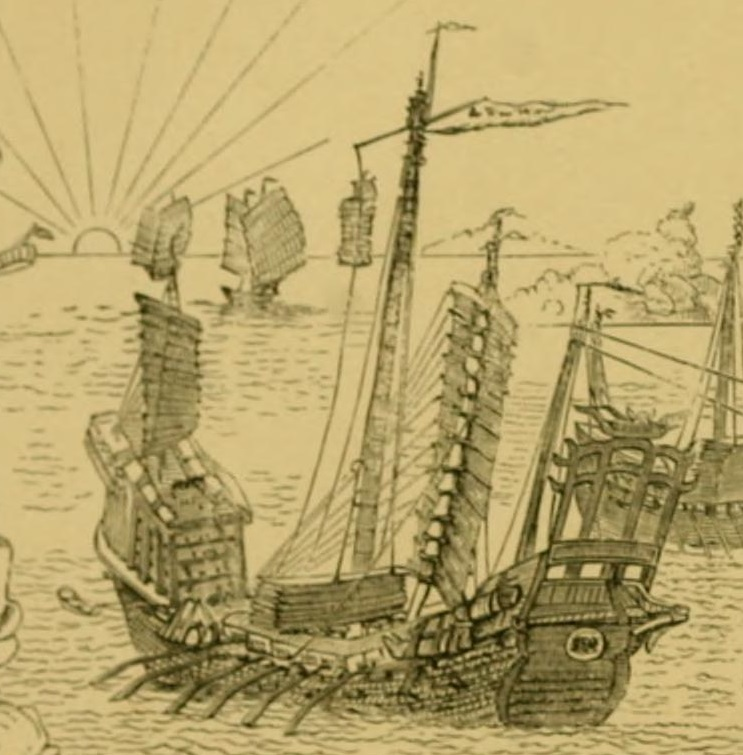
Džunka ze 14. století. Christopher Wake předpokládá, že Čeng Cheovy lodě byly stejného typu.

Wake zdůrazňuje shodu rozměrů vraku z Čchüan-čou s rozměry pasažérských lodí kche-čou, na kterých se dopravovali diplomaté říše Sung, jež byly 31 metrů dlouhé a 7,7 metru široké. Tyto lodě měly nákladní prostor kolem 130 m3, tedy menší než loď z Čchüan-čou, protože velká část trupu byla určena pro potřeby cestujících; měly nicméně dostatečně vysokou (9 metrů, srovnatelně s lodí z Čchüan-čou) nástavbu na zádi, ve které byli cestující ubytováni. Podle Wadeho mínění významná část Čeng Cheova loďstva sestávala z nákladních a pasažérských lodí následujících typů – nákladní lodě typu vraku z Čchüan-čou, pasažérské lodě typu kche-čou, i když připouští určité zvětšení rozměrů. Předpokládá, že lodi typu z Čchüan-čou by mohly být zvětšeny do 40 metrů délky se zachováním proporcí, což by dalo kolem 770 m3 objemu podpalubí.
Podle Wakeova názoru mohly být největší koráby Čeng Chea, to jest legendární lodě pokladů, v každém rozměru dvakrát větší než loď z Čchüan-čou, tedy přibližně 68 metrů dlouhé. Podle něj by byly shodné s kupeckými koráby popsanými Markem Polem (které vyplouvaly z toho samého Čchüan-čou). Podle Pola lodě uvezly 5–6 tisíc balíků (italsky sporta) pepře; Wake počítající s benátskou mírou 225 kg na balík odhaduje toto množství na 2600 m3.
Jiný způsob odhadu velikostí lodí pokladů vychází z početnosti jejich posádek. Všeobecně je totiž akceptován počet 27–28 tisíc účastníků Čeng Cheových expedic. Při počtu 62, 100 nebo 250 lodí připadá na jedno plavidlo průměrně 435–450, 270–280, nebo 108–112 lidí. Po srovnání s údaji o posádkách a velikosti běžných mingských lodí vychází velikost průměrného plavidla expedice na zhruba 1100, 675–700, nebo 270–280 tun výtlaku. Třebaže tyto velikosti jsou průměrné a největší lodě jistě mohly být výrazně větší, jsou lodě s výtlakem kolem 20 000 tun uvedeným odhadům příliš vzdáleny, než aby byly pravděpodobné. Naproti tomu v dobré shodě s výpočty je údaj ze stély z chrámu Ťing-chaj o 800 a 600tunových lodích, tvrzení Kung Čena o 200–300členných posádkách, i informace Ming š’-lu o získávání oceánských lodí, resp. lodí pokladů, cestou přestavby. Přestavovány byly zřejmě nákladní lodi převážející rýži, typicky s nosností 250 tun, na vojenské.
Podle několika dějin mořeplavby existuje horní mez velikosti dřevěných lodí schopných plavit se na moři, odhadovaná na 90–100 metrů délky. Evropské lodě blížící se této mezi vykazovaly slabost konstrukce a krátkou životnost. Podle kritiků tradičních údajů o velikosti lodí pokladů je nepravděpodobné, že by čínští konstruktéři během několika let dokázali zněkolikanásobit velikost jimi stavěných oceánských lodí a tuto mez překonat.
Je také možné, že se údaje o obrovitých plavidlech netýkají lodí pokladů vyplouvajících na moře, ale několika málo plavidel používaných císaři na klidných vodách Jang-c’-ťiang při přehlídkách loďstva před vyplutím z Nankingu.

## Početnost loďstva
Mezi historiky existují různé názory na počet plavidel v loďstvu. Louise Levathesová ve své biografii Čeng Chea, v souladu s dalšími (kupříkladu Hok-Lam Chan v The Cambridge History of China), udává počet lodí účastnících se první Čeng Cheovy plavby na 317 plavidel, přičemž sčítá 62 lodí pokladů, o kterých hovoří Dějiny Mingů, s 250 a pak ještě pěti koráby určenými pro zámořské plavby, o stavbě či přestavbě kterých píší jiné prameny. Naproti tomu Edward Dreyer ve své práci o plavbách Čeng Chea tvrdí, že sčítat čísla různých zdrojů je nekorektní. Dotyčných 250 lodí považuje za všechny lodě připravované pro expedici, přičemž oněch 62 lodí pokladů je podle něho v počtu 250 zahrnuto.
Různost názorů existuje i v otázce početnosti dalších výprav. Podle Hok-lam Chana se jich účastnilo podstatně méně lodí, než první výpravy, kdežto Dreyer dospěl k závěru, že všechny plavby měly zhruba stejné složení – 40–60 velkých lodí pokladů a kolem dvou set běžných námořních lodí.

## Plavební vlastnosti

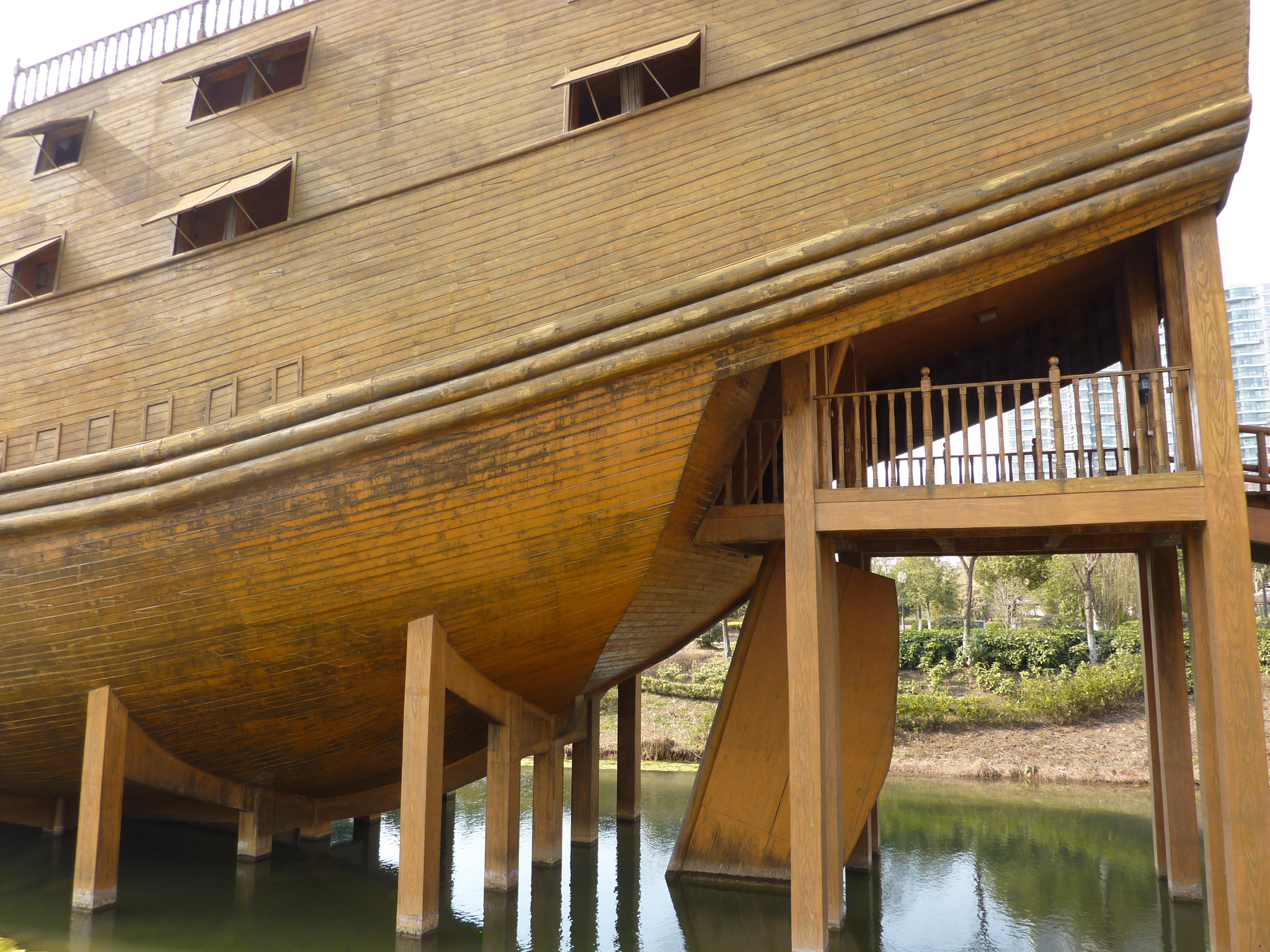
Kormidlo na modelu lodě pokladů v muzeu loděnice Lung-ťiang

Lodě s plochým dnem bez kýlu mají problémy s plavbou směrem odlišným než je směr větru, protože je vítr silně snáší. K umenšení vlivu větru na směr plavby proto u čínských džunek jako náhrada kýlu do určité míry fungovalo kormidlo. Bylo ho možné zvednout i spustit, a při plavbě v dostatečné hloubce sahalo níže než dno lodě, zatímco u evropských lodí je výška kormidla pevně fixovaná a jeho spodek je v úrovni dna. Ve spodní poloze tak kormidlo efektivněji plnilo svou řídící funkci. Pro zmenšení snosu větrem a zvýšení stability se na bezkýlových lodích používaly také boční spouštěcí kýly.
Lodě Čeng Chea, postavené s využitím tradičních konstrukčních principů čínského lodního stavitelství počítajících s plavbou v pobřežních mořích, byly především určeny k cestám v relativně klidných pobřežních vodách a estuáriích východní a jižní Asie. Jejich nejdelší plavby v otevřeném moři byly přes Jihočínské moře (z Číny do jihovýchodní Asie), Bengálský záliv (mezi severním cípem Sumatry a Cejlonem) a Arabské moře (mezi Cejlonem nebo jižní Indií a Perským zálivem, Arábií a Africkým rohem) – tedy po tradičních obchodních trasách s dobře známým a více či méně předvídatelným režimem stabilních monzunových větrů, kde se v příznivých podmínkách loďstvo pohybovalo rychlostí do 2,5 uzlů. Ovšem takové lodě by sotva mohly plout, například, ve řvoucích čtyřicítkách, nebo kolem mysu Horn.
Lodě pokladů vynikaly svými rozměry, nikoli však rychlostí. V příznivých podmínkách, například při plavbě se zimním monzunem z Fu-ťienu do jihovýchodní Asie, loďstvo Čeng Chea dosahovalo průměrné rychlosti kolem 2,5 uzlů; na mnohých částech plaveb plulo znatelně menší rychlostí, 1,4–1,8 uzlu.
Tyto rychlosti byly ve srovnání s výkony pozdějších evropských plavidel výrazně nižší, dokonce i ve srovnání s velkými řadovými loděmi, u kterých byl kladen důraz na sílu výzbroje místo na rychlost. Kupříkladu roku 1809 eskadra admirála Nelsona, sestávající z 10 řadových lodí, překonala Atlantský oceán průměrnou rychlostí 4,9 uzlů.

## Loďstvo Čeng Chea vrománu Luo Mao-tenga
Důvěryhodné prameny se zmiňují hlavně o lodích pokladů a neobsahují popis dalších lodí účastnících se Čeng Cheových plaveb. Jejich popis podává pouze román Luo Mao-tenga Plavby eunucha San-pao do Západního oceánu (San-pao tchaj-ťien sia-si-jang, 三保太監下西洋) z roku 1597.
Luo napsal své dílo více než půldruhého století po popisovaných událostech a včlenil do něj řadu fantastických prvků – loďstvo v něm sestává z 1476 nebo 1456 lodí; lodě byly postaveny s pomocí božského mistra Lu Pana; po dosažení Arábie čínští námořníci ještě několik měsíců pluli na západ, až se v jakési zamlžené a zasněžené zemi setkali se samotným vládcem pekel Jamou. Proto mnozí historikové nepovažují román za využitelný pramen. Naopak ruský sinolog Viktor Belgus doložil, že i když je v Luově románu mnoho fantastiky, v některých případech autor nesporně používal údaje historických a geografických pramenů. Například v pasážích vztahujících se k Africe autor doslovně přebral text knihy Fej Sina z roku 1436. Belgus proto vyslovil závěr, že při zachování opatrnosti a kritického přístupu lze některé informace z románu využít.
Podle Lua byly v loďstvu Čeng Chea pouze čtyři devítistěžňové 44 čangů dlouhé lodě pokladů. Další plavidla patřila do následujících tříd:
- Koňské koráby (ma-čchuan): Osmistěžníky, 102 metrů dlouhé a 41 metrů široké. Určeny k převozu různého zboží, zejména koní. Také se na nich mohly nacházet zásoby pro expedici.
- Nákladní koráby (liang-čchuan): Sedmistěžňové, dlouhé 77 metrů, široké 35 metrů. Naloženy zásobami pro osazenstvo expedice.
- Koráby pro převoz vojáků (cuo-čchuan): Šestistěžníky, 66 metrů dlouhé a 25 metrů široké.
- Vojenské koráby (zhan-čchuan): Pětistěžníky, 50 metrů dlouhé a 19 metrů široké.
- Hlídkové koráby: Bitevní lodě s osmi páry vesel, dlouhé zhruba 36 metrů.

Kung Čen ve svých zápiscích Si-jang fan-kuo č’ (西洋番國志) uvádí i tankery na pitnou vodu.